# Black Hawk (sportowiec)
Joe Crawford lub Black Hawk (ur. 23 maja 1877 w Ontario) – kanadyjski zawodnik, uprawiający lacrosse, który na Letnich Igrzyskach Olimpijskich 1904 w Saint Louis wraz z kolegami z reprezentacji zdobył brązowy medal w grze drużynowej.
W turnieju wzięły udział trzy zespoły klubowe z Kanady i Stanów Zjednoczonych. Black Hawk reprezentował klub Mohawk Indians.